# Аніл Амбані
Аніл Дхирубхай Амбані (англ. Anil Dhirubhai Ambani; нар. 4 червня 1959, Мумбаї) — індійський бізнесмен, голова Ради Директорів Reliance Anil Dhirubhai Ambani Group. У 2010 році названий журналом Forbes четвертою найбагатшою людиною Індії зі статком 13.7 мільярдів доларів США, поступившись тільки своєму старшому братові Мукешу Амбані, Лакшмі Мітталу і Азіму Премжі. Є членом Опікунської Ради Вортонської школи бізнесу при Пенсильванському університеті.

## Нагороди та визнання
- У 2006 названий Бізнесменом року індійської газетою Times of India[4].
- Разом зі своїм братом Мукешем Амбані названий Підприємцем десятиліття Асоціацією Менеджменту Бомбея в жовтні 2002 року[5].
- У грудні 1997 року названий Бізнесменом року індійським діловим журналом Business India.

## Особисте життя
Аніл Амбані — гуджаратець. Одружений з боллівудською акторкою Тіною Мунім. Має двох синів — Анмол (Anmol) і Аншул (Anshul). Є великим шанувальником бігу. Щоранку встає о 4 годині і, подивившись новини, робить пробіжку. Брав участь у мумбайському марафоні. Любить вегетаріанську їжу.
У червні 2004 року був обраний незалежним членом Верхньої Палати Парламенту Індії за підтримки соціалістичної партії Самаджваді парті.
З 2001 року володіє вертольотом Bell 412.